# 孔措沃
48°34′30″N 22°15′12″E / 48.57500°N 22.25333°E
孔措沃（烏克蘭語：Концово），是烏克蘭的村落，位於該國西部外喀爾巴阡州，由烏日霍羅德區負責管轄，面積1.31平方公里，2001年人口1,278，人口密度每平方公里977.06人。